# Lee De Forest
Lee De Forest (Council Bluffs, 26 agosto 1873 – Hollywood, 30 giugno 1961) è stato uno scienziato, inventore, regista, anche produttore cinematografico e direttore della fotografia statunitense.
Brevettò più di trecento invenzioni nel campo della telegrafia, telefonia, della radio, del cinema sonoro e della televisione.
La sua invenzione più importante, realizzata nel laboratorio della Western Electric di Chicago, è il triodo (1906), da lui chiamato inizialmente audion: il tubo elettronico che, invece di avere due elettrodi come il diodo inventato nel 1904 dall'inglese John Ambrose Fleming, ne ha un terzo, la cosiddetta griglia di comando.
Il triodo ebbe una importanza fondamentale nello sviluppo della radiotecnica e dell'elettronica (soprattutto come amplificatore ed oscillatore), ma all'inizio non fu apprezzato ed il suo inventore finì anche in prigione per debiti.

## Biografia

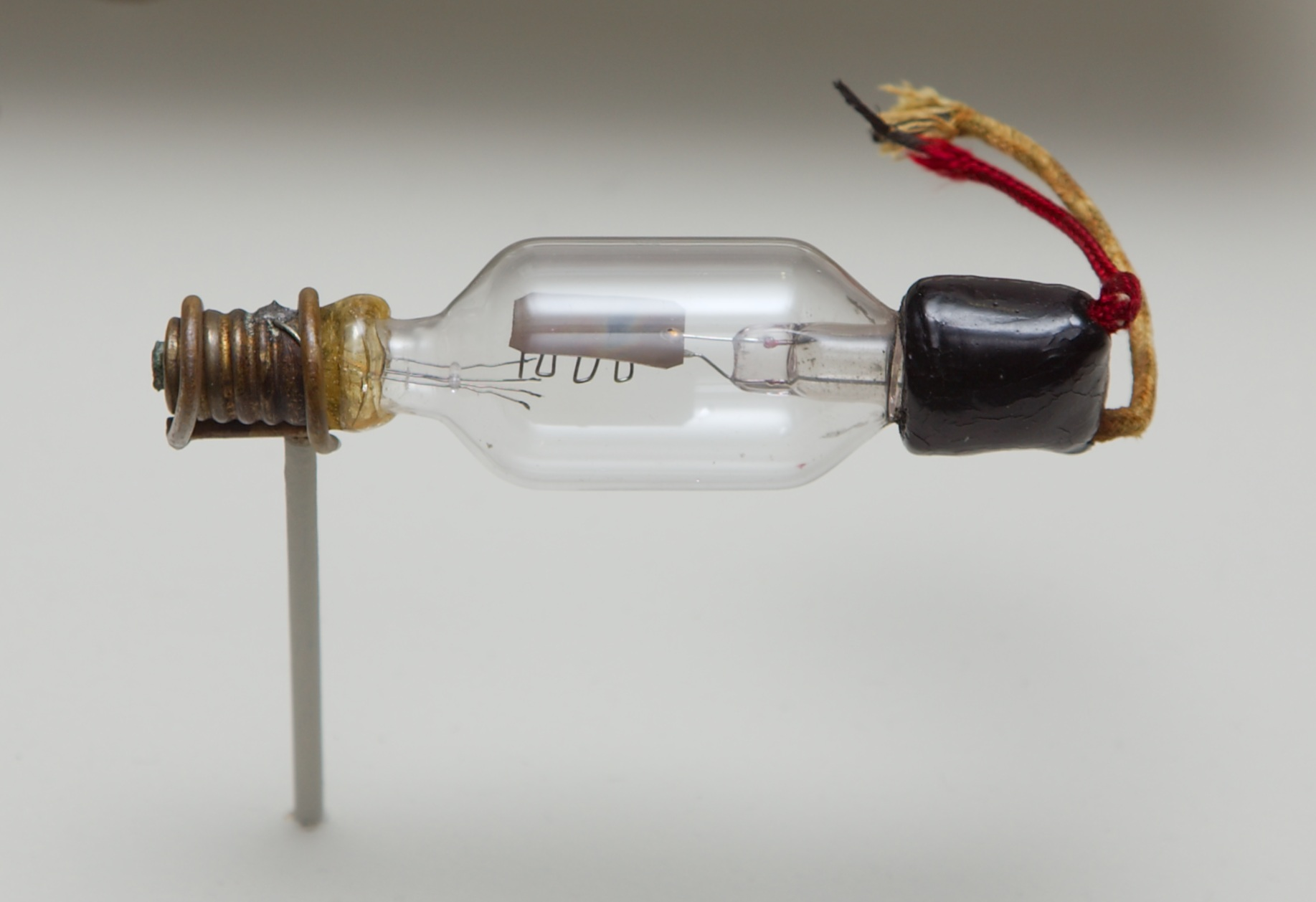
Il triodo di Lee De Forest (1906)

De Forest si era laureato in fisica nel 1899 per dedicarsi subito a studi e ricerche nel campo della nascente radiotelegrafia.
Nel 1904 brevettò il Phonofilm, primo esempio di cinema sonoro con la registrazione del suono su pellicola mediante un raggio luminoso; nel 1932 furono proiettate a New York le sue pellicole con suono registrato.
Fra le altre invenzioni di De Forest è da ricordare anche il circuito a retroazione (o a feed-back, che migliorava la sensibilità dei radioricevitori), la cui priorità gli fu contesa da Edwin Howard Armstrong (l'inventore della radio supereterodina e della modulazione di frequenza) che, dopo 12 anni di controversie legali rimase pendente, è conosciuto anche per aver prodotto molti film.

## Vita privata
De Forest si è sposato quattro volte. La prima, nel febbraio 1906, con Lucille Sheardown. La coppia divorziò lo stesso anno. Nel febbraio 1907, si sposa con Nora Stanton Blatch Barney (1883–1971), ingegnere e suffragetta nata in Inghilterra. Hanno una figlia, Harriet, ma divorziano nel 1911. Mary Mayo  (1892–1957), la terza moglie, De Forest la sposa nel dicembre 1912. Hanno una figlia, Deena e divorziano nel 1930. L'ultima moglie, con cui resterà sposato per tutta la vita, è l'attrice Marie Mosquini (1899–1983), sposata il 10 ottobre 1930.

## Riconoscimenti
- Stella dell'Hollywood Walk of Fame al 1792 di Vine Street.

## Filmografia

### Produttore
- Flying Jenny Airplane, regia di Lee De Forest (1921)
- Barking Dog, regia di Lee De Forest (1921)
- Songs of Yesterday, regia di Lee De Forest (1922)
- Marie Rappold, regia di Lee De Forest (1922)
- Lee DeForest, regia di Lee De Forest (1922)
- Casey at the Bat (1922)
- Phonofilm, regia di Lee De Forest (1922)
- Lincoln, the Man of the People, regia di J. Searle Dawley (1923)
- Eubie Blake Plays His Fantasy on Swanee River (1923)
- Love's Old Sweet Song, regia di J. Searle Dawley (1923)
- Lillian Powell Bubble Dance, regia di Lee De Forest (1923)
- Henry Cass Demonstration Film, regia di Lee De Forest (1923)
- Weber and Fields, regia di Lee De Foresti (1923)
- Stringed Harmony, regia di Lee De Foresti (1923)
- Sextet from Lucia di Lammermoor, regia di Lee De Forest (1923)
- Sammy Fain and Artie Dunn, regia di Lee De Forest (1923)
- Rigoletto, Act Two, regia di Lee De Foresti (1923)
- Noble Sissle and Eubie Blake Sing Snappy Songs, regia di Lee De Foresti (1923)
- Noble Sissle and Eubie Blake (1923)
- La Chauve souris, regia di Lee De Foresti (1923)
- Fannie Ward, regia di Lee De Forest (1923)
- Eva Puck and Sammy White, regia di Lee De Forest (1923)
- Conchita Piquer, regia di Lee De Forest (1923)
- Cohen on the Telephone, regia di Lee De Forest (1923)
- Charles R. Taggart, 'The Old Country Fiddler' at the Singing School, regia di Lee De Forest (1923)
- Ben Bernie and All the Lads, regia di Lee De Forest (1923)
- A Musical Monologue, regia di Lee De Forest (1923)
- A Few Moments with Eddie Cantor, Star of 'Kid Boots', regia di Lee De Forest (1923)
- Adolph Zukor Introduces Phonofilm, regia di J. Searle Dawley (1923)
- A Boston Star: Borrah Minevitch, regia di Lee De Forest (1923)
- Phonofilm
- Eubie Blake Plays His Fantasy on Swanee River (1923)
- The Jubilee Four
- Sonia Serova Dancers, regia di Lee De Forest (1924)
- Robert LaFollette Campaign Speech, regia di Lee De Forest (1924)
- Raymond Hitchcock Sketch, regia di Lee De Forest (1924)
- The Man in the Street, regia di Thomas Bentley (1926)
- Betty Chester the Well Known Co-Optimist Star, regia di Charles Calvert (1926)
- Alvin and Kelvin Keech, regia di Lee De Forest (1926)
- Alma Barnes the Internationally Famous Mimic, regia di Lee De Forest (1926)
- Olly Oakley
- Nan Wild
- To See If My Dreams Come True, regia di Lee De Forest (1927)
- The Antidote, regia di Thomas Bentley (1927)
- Mr. George Mozart the Famous Comedian (1928)
- Acci-Dental Treatment, regia di Thomas Bentley, supervisione di Henrik Galeen (1929)

### Regista
- Flying Jenny Airplane  (1921)
- Barking Dog (1921)
- Songs of Yesterday  (1922)
- Marie Rappold (1922)
- Lee DeForest (1922)
- Phonofilm (1922)
- Lillian Powell Bubble Dance  (1923)
- Henry Cass Demonstration Film (1923)
- Weber and Fields (1923)
- Stringed Harmony (1923)
- Sextet from Lucia di Lammermoor (1923)
- Sammy Fain and Artie Dunn (1923)
- Rigoletto, Act Two  (1923)
- Noble Sissle and Eubie Blake Sing Snappy Songs
- Cohen on the Telephone (1923)
- Charles R. Taggart, 'The Old Country Fiddler' at the Singing School (1923)
- Ben Bernie and All the Lads (1923)
- A Musical Monologue (1923)
- A Few Moments with Eddie Cantor, Star of 'Kid Boots' (1923)
- A Boston Star: Borrah Minevitch (1923)
- Raymond Hitchcock Sketch (1924)
- George Bernard Shaw (1927)